# Bolševik (ostrov)
Bolševik (rusky Большеви́к) je ostrov v Severním ledovém oceánu u severních břehů ruské Sibiře. Je nejjižnějším a s rozlohou 11 312 km² po ostrově Říjnové revoluce druhým největším ostrovem souostroví Severní země.
Na východě je omýván mořem Laptěvů, na západě Karským mořem a na jihu jej Vilkického průliv odděluje od Tajmyrského poloostrova. Zhruba ze třetiny je pokryt ledovcem a nejvyšší vrcholek je 935 metrů nad mořem. Bezledovcovou část ostrova pokrývá tundra.
Ze správního hlediska patří Bolševik od 1. ledna 2007 do Tajmyrského rajónu v Krasnojarském kraji, předtím byl součástí samostatného Tajmyrského autonomního okruhu.
Ostrov objevila spolu s celou Severní zemí v roce 1913 expedice Borise Andrejeviče Vilkického.

## Galerie

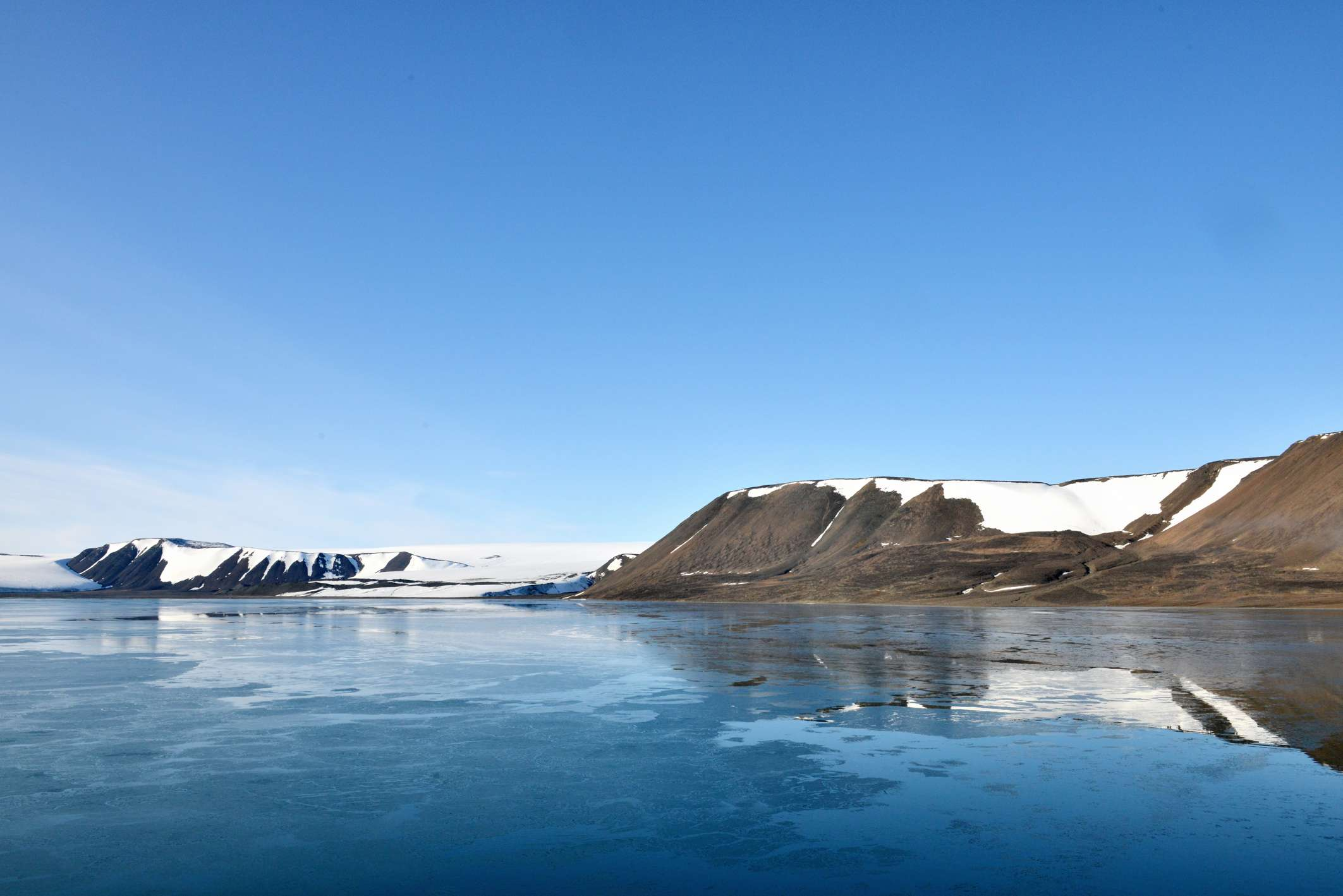
Achmatovův záliv
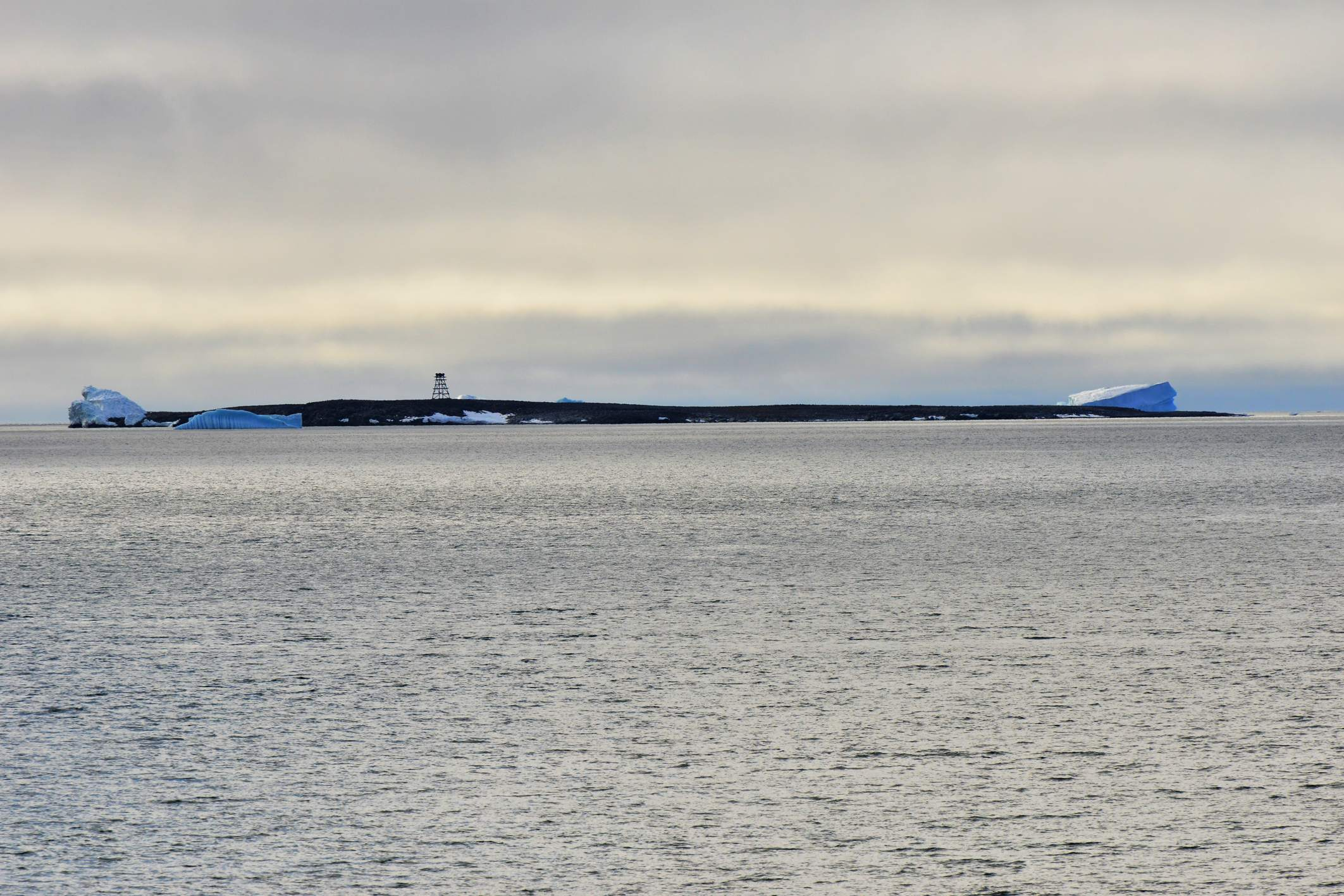
Ancevův mys
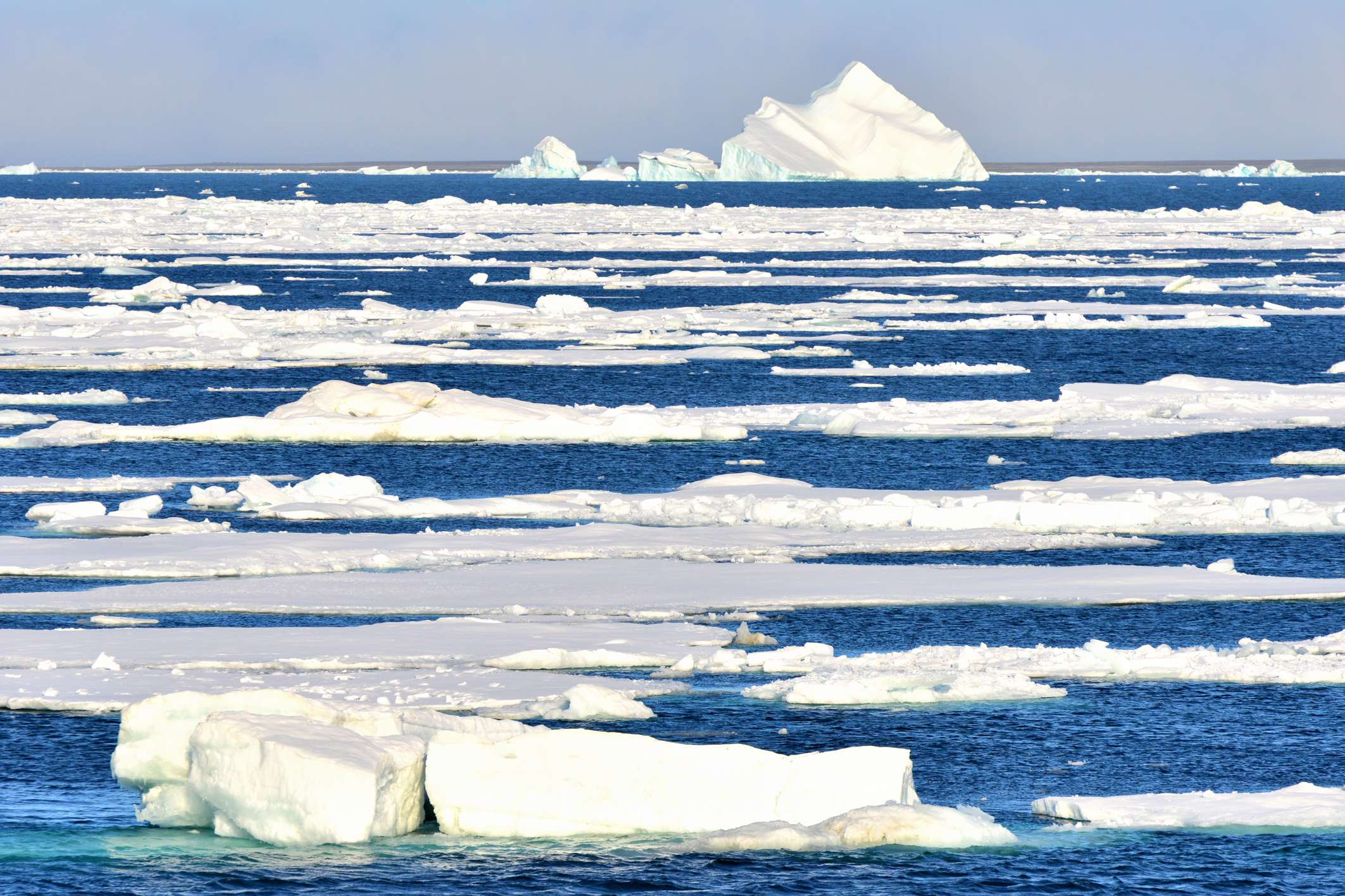
Led u pobřeží